# Nejonögon
Nejonögon (Petromyzontiformes) är en ordning ryggradsdjur. Merparten av de idag levande arterna förekommer på norra halvklotet. De lever större delen av sitt liv som larver i sötvatten, men vissa arter vandrar ut i havet som vuxna. De vuxna djuren kännetecknas av en tandförsedd, trattlik sugmun. och vissa arter parasiterar på andra vattenlevande större djur.

## Systematik och namn
Det råder inte konsensus kring nejonögonens systematik. Vissa placerar dem i klassen Hyperoartia, även kallad Petromyzontida, medan andra för dem till den omdiskuterade klassen, eller överklassen rundmunnar, tillsammans med pirålarna (Myxiniformes). Det förekommer även att man placerar dem i klassen Cephalaspidomorphi tillsammans med pansarrundmunnar och andra utdöda arter. Vissa auktoriteter, som här, placerar de idag förekommande arterna i tre familjer, medan andra placerar alla arter i ordningen i familjen nejonögonfiskar (Petromyzontidae).
Nejonögonen tillhör en mycket gammal gren av ryggradsdjuren, men deras släktskap med pirålar och käkförsedda ryggradsdjur (Gnathostomata) är fortfarande omdiskuterat.
Namnet nejonöga kommer från det tyska namnet "Neunaugen", som betyder nio ögon - egentligen från lågtyskans "negenoge", via fornsvenska "neghenögha", en beteckning som uppkommit på grund av att näsöppning, öga och sju gälöppningar lär ha "uppfattats som ögon").
Det svenska trivialnamnet nejonögon har, förutom för ordningen Petromyzontiformes, använts för såväl den ovanförliggande klassen Petromyzontida (Cephalaspidomorphi) som för den underliggande familjen Petromyzontidae - anledningen är att alla de svenska, och europeiska arterna i klassen tillhör familjen Petromyzontidae.

### Familjer inom ordningen
- Geotriidae
  - Omfattar enbart arten Geotria australis som förekommer på södra halvklotet.
- Mordaciidae
  - Omfattar tre arter som förekommer på södra halvklotet.
- Petromyzontidae (Nejonögonfiskar)
  - Omfattar ett 40-tal arter inom 6–8 släkten, som alla förekommer på norra halvklotet.
- Mayomyzontidae (utdöd)

### Släktträd över idag levande arter
Följande taxonomi bygger på FishBase april 2012 utifrån fylogeni sammanställd av Mikko Haaramo. Inom ordningen finns tio idag levande släkten som placeras i tre familjer:
|  | Petromyzon Linnaeus 1758 |
|  |                          |
|  | Ichthyomyzon Girard 1858 |
|  |                          |

|  | Lethenteron Creaser & Hubbs 1922                                                     |
|  |                                                                                      |
|  | \| \| Eudontomyzon Regan 1911 \| \| \| \| \| \| Lampetra Bonnaterre 1788 \| \| \| \| |
|  |                                                                                      |
|  | Eudontomyzon Regan 1911                                                              |
|  |                                                                                      |
|  | Lampetra Bonnaterre 1788                                                             |
|  |                                                                                      |

|  | Eudontomyzon Regan 1911  |
|  |                          |
|  | Lampetra Bonnaterre 1788 |
|  |                          |

|  | Lethenteron Creaser & Hubbs 1922                                                     |
|  |                                                                                      |
|  | \| \| Eudontomyzon Regan 1911 \| \| \| \| \| \| Lampetra Bonnaterre 1788 \| \| \| \| |
|  |                                                                                      |
|  | Eudontomyzon Regan 1911                                                              |
|  |                                                                                      |
|  | Lampetra Bonnaterre 1788                                                             |
|  |                                                                                      |

|  | Eudontomyzon Regan 1911  |
|  |                          |
|  | Lampetra Bonnaterre 1788 |
|  |                          |

|  | Lethenteron Creaser & Hubbs 1922                                                     |
|  |                                                                                      |
|  | \| \| Eudontomyzon Regan 1911 \| \| \| \| \| \| Lampetra Bonnaterre 1788 \| \| \| \| |
|  |                                                                                      |
|  | Eudontomyzon Regan 1911                                                              |
|  |                                                                                      |
|  | Lampetra Bonnaterre 1788                                                             |
|  |                                                                                      |

|  | Eudontomyzon Regan 1911  |
|  |                          |
|  | Lampetra Bonnaterre 1788 |
|  |                          |

|  | Lethenteron Creaser & Hubbs 1922                                                     |
|  |                                                                                      |
|  | \| \| Eudontomyzon Regan 1911 \| \| \| \| \| \| Lampetra Bonnaterre 1788 \| \| \| \| |
|  |                                                                                      |
|  | Eudontomyzon Regan 1911                                                              |
|  |                                                                                      |
|  | Lampetra Bonnaterre 1788                                                             |
|  |                                                                                      |

|  | Eudontomyzon Regan 1911  |
|  |                          |
|  | Lampetra Bonnaterre 1788 |
|  |                          |

|  | Lethenteron Creaser & Hubbs 1922                                                     |
|  |                                                                                      |
|  | \| \| Eudontomyzon Regan 1911 \| \| \| \| \| \| Lampetra Bonnaterre 1788 \| \| \| \| |
|  |                                                                                      |
|  | Eudontomyzon Regan 1911                                                              |
|  |                                                                                      |
|  | Lampetra Bonnaterre 1788                                                             |
|  |                                                                                      |

|  | Eudontomyzon Regan 1911  |
|  |                          |
|  | Lampetra Bonnaterre 1788 |
|  |                          |

|  | Lethenteron Creaser & Hubbs 1922                                                     |
|  |                                                                                      |
|  | \| \| Eudontomyzon Regan 1911 \| \| \| \| \| \| Lampetra Bonnaterre 1788 \| \| \| \| |
|  |                                                                                      |
|  | Eudontomyzon Regan 1911                                                              |
|  |                                                                                      |
|  | Lampetra Bonnaterre 1788                                                             |
|  |                                                                                      |

|  | Eudontomyzon Regan 1911  |
|  |                          |
|  | Lampetra Bonnaterre 1788 |
|  |                          |

|  | Lethenteron Creaser & Hubbs 1922                                                     |
|  |                                                                                      |
|  | \| \| Eudontomyzon Regan 1911 \| \| \| \| \| \| Lampetra Bonnaterre 1788 \| \| \| \| |
|  |                                                                                      |
|  | Eudontomyzon Regan 1911                                                              |
|  |                                                                                      |
|  | Lampetra Bonnaterre 1788                                                             |
|  |                                                                                      |

|  | Eudontomyzon Regan 1911  |
|  |                          |
|  | Lampetra Bonnaterre 1788 |
|  |                          |

|  | Lethenteron Creaser & Hubbs 1922                                                     |
|  |                                                                                      |
|  | \| \| Eudontomyzon Regan 1911 \| \| \| \| \| \| Lampetra Bonnaterre 1788 \| \| \| \| |
|  |                                                                                      |
|  | Eudontomyzon Regan 1911                                                              |
|  |                                                                                      |
|  | Lampetra Bonnaterre 1788                                                             |
|  |                                                                                      |

|  | Eudontomyzon Regan 1911  |
|  |                          |
|  | Lampetra Bonnaterre 1788 |
|  |                          |

|  | Petromyzon Linnaeus 1758 |
|  |                          |
|  | Ichthyomyzon Girard 1858 |
|  |                          |

|  | Lethenteron Creaser & Hubbs 1922                                                     |
|  |                                                                                      |
|  | \| \| Eudontomyzon Regan 1911 \| \| \| \| \| \| Lampetra Bonnaterre 1788 \| \| \| \| |
|  |                                                                                      |
|  | Eudontomyzon Regan 1911                                                              |
|  |                                                                                      |
|  | Lampetra Bonnaterre 1788                                                             |
|  |                                                                                      |

|  | Eudontomyzon Regan 1911  |
|  |                          |
|  | Lampetra Bonnaterre 1788 |
|  |                          |

|  | Lethenteron Creaser & Hubbs 1922                                                     |
|  |                                                                                      |
|  | \| \| Eudontomyzon Regan 1911 \| \| \| \| \| \| Lampetra Bonnaterre 1788 \| \| \| \| |
|  |                                                                                      |
|  | Eudontomyzon Regan 1911                                                              |
|  |                                                                                      |
|  | Lampetra Bonnaterre 1788                                                             |
|  |                                                                                      |

|  | Eudontomyzon Regan 1911  |
|  |                          |
|  | Lampetra Bonnaterre 1788 |
|  |                          |

|  | Lethenteron Creaser & Hubbs 1922                                                     |
|  |                                                                                      |
|  | \| \| Eudontomyzon Regan 1911 \| \| \| \| \| \| Lampetra Bonnaterre 1788 \| \| \| \| |
|  |                                                                                      |
|  | Eudontomyzon Regan 1911                                                              |
|  |                                                                                      |
|  | Lampetra Bonnaterre 1788                                                             |
|  |                                                                                      |

|  | Eudontomyzon Regan 1911  |
|  |                          |
|  | Lampetra Bonnaterre 1788 |
|  |                          |

|  | Lethenteron Creaser & Hubbs 1922                                                     |
|  |                                                                                      |
|  | \| \| Eudontomyzon Regan 1911 \| \| \| \| \| \| Lampetra Bonnaterre 1788 \| \| \| \| |
|  |                                                                                      |
|  | Eudontomyzon Regan 1911                                                              |
|  |                                                                                      |
|  | Lampetra Bonnaterre 1788                                                             |
|  |                                                                                      |

|  | Eudontomyzon Regan 1911  |
|  |                          |
|  | Lampetra Bonnaterre 1788 |
|  |                          |

|  | Lethenteron Creaser & Hubbs 1922                                                     |
|  |                                                                                      |
|  | \| \| Eudontomyzon Regan 1911 \| \| \| \| \| \| Lampetra Bonnaterre 1788 \| \| \| \| |
|  |                                                                                      |
|  | Eudontomyzon Regan 1911                                                              |
|  |                                                                                      |
|  | Lampetra Bonnaterre 1788                                                             |
|  |                                                                                      |

|  | Eudontomyzon Regan 1911  |
|  |                          |
|  | Lampetra Bonnaterre 1788 |
|  |                          |

|  | Lethenteron Creaser & Hubbs 1922                                                     |
|  |                                                                                      |
|  | \| \| Eudontomyzon Regan 1911 \| \| \| \| \| \| Lampetra Bonnaterre 1788 \| \| \| \| |
|  |                                                                                      |
|  | Eudontomyzon Regan 1911                                                              |
|  |                                                                                      |
|  | Lampetra Bonnaterre 1788                                                             |
|  |                                                                                      |

|  | Eudontomyzon Regan 1911  |
|  |                          |
|  | Lampetra Bonnaterre 1788 |
|  |                          |

|  | Lethenteron Creaser & Hubbs 1922                                                     |
|  |                                                                                      |
|  | \| \| Eudontomyzon Regan 1911 \| \| \| \| \| \| Lampetra Bonnaterre 1788 \| \| \| \| |
|  |                                                                                      |
|  | Eudontomyzon Regan 1911                                                              |
|  |                                                                                      |
|  | Lampetra Bonnaterre 1788                                                             |
|  |                                                                                      |

|  | Eudontomyzon Regan 1911  |
|  |                          |
|  | Lampetra Bonnaterre 1788 |
|  |                          |

|  | Lethenteron Creaser & Hubbs 1922                                                     |
|  |                                                                                      |
|  | \| \| Eudontomyzon Regan 1911 \| \| \| \| \| \| Lampetra Bonnaterre 1788 \| \| \| \| |
|  |                                                                                      |
|  | Eudontomyzon Regan 1911                                                              |
|  |                                                                                      |
|  | Lampetra Bonnaterre 1788                                                             |
|  |                                                                                      |

|  | Eudontomyzon Regan 1911  |
|  |                          |
|  | Lampetra Bonnaterre 1788 |
|  |                          |

|  | Petromyzon Linnaeus 1758 |
|  |                          |
|  | Ichthyomyzon Girard 1858 |
|  |                          |

|  | Lethenteron Creaser & Hubbs 1922                                                     |
|  |                                                                                      |
|  | \| \| Eudontomyzon Regan 1911 \| \| \| \| \| \| Lampetra Bonnaterre 1788 \| \| \| \| |
|  |                                                                                      |
|  | Eudontomyzon Regan 1911                                                              |
|  |                                                                                      |
|  | Lampetra Bonnaterre 1788                                                             |
|  |                                                                                      |

|  | Eudontomyzon Regan 1911  |
|  |                          |
|  | Lampetra Bonnaterre 1788 |
|  |                          |

|  | Lethenteron Creaser & Hubbs 1922                                                     |
|  |                                                                                      |
|  | \| \| Eudontomyzon Regan 1911 \| \| \| \| \| \| Lampetra Bonnaterre 1788 \| \| \| \| |
|  |                                                                                      |
|  | Eudontomyzon Regan 1911                                                              |
|  |                                                                                      |
|  | Lampetra Bonnaterre 1788                                                             |
|  |                                                                                      |

|  | Eudontomyzon Regan 1911  |
|  |                          |
|  | Lampetra Bonnaterre 1788 |
|  |                          |

|  | Lethenteron Creaser & Hubbs 1922                                                     |
|  |                                                                                      |
|  | \| \| Eudontomyzon Regan 1911 \| \| \| \| \| \| Lampetra Bonnaterre 1788 \| \| \| \| |
|  |                                                                                      |
|  | Eudontomyzon Regan 1911                                                              |
|  |                                                                                      |
|  | Lampetra Bonnaterre 1788                                                             |
|  |                                                                                      |

|  | Eudontomyzon Regan 1911  |
|  |                          |
|  | Lampetra Bonnaterre 1788 |
|  |                          |

|  | Lethenteron Creaser & Hubbs 1922                                                     |
|  |                                                                                      |
|  | \| \| Eudontomyzon Regan 1911 \| \| \| \| \| \| Lampetra Bonnaterre 1788 \| \| \| \| |
|  |                                                                                      |
|  | Eudontomyzon Regan 1911                                                              |
|  |                                                                                      |
|  | Lampetra Bonnaterre 1788                                                             |
|  |                                                                                      |

|  | Eudontomyzon Regan 1911  |
|  |                          |
|  | Lampetra Bonnaterre 1788 |
|  |                          |

|  | Lethenteron Creaser & Hubbs 1922                                                     |
|  |                                                                                      |
|  | \| \| Eudontomyzon Regan 1911 \| \| \| \| \| \| Lampetra Bonnaterre 1788 \| \| \| \| |
|  |                                                                                      |
|  | Eudontomyzon Regan 1911                                                              |
|  |                                                                                      |
|  | Lampetra Bonnaterre 1788                                                             |
|  |                                                                                      |

|  | Eudontomyzon Regan 1911  |
|  |                          |
|  | Lampetra Bonnaterre 1788 |
|  |                          |

|  | Lethenteron Creaser & Hubbs 1922                                                     |
|  |                                                                                      |
|  | \| \| Eudontomyzon Regan 1911 \| \| \| \| \| \| Lampetra Bonnaterre 1788 \| \| \| \| |
|  |                                                                                      |
|  | Eudontomyzon Regan 1911                                                              |
|  |                                                                                      |
|  | Lampetra Bonnaterre 1788                                                             |
|  |                                                                                      |

|  | Eudontomyzon Regan 1911  |
|  |                          |
|  | Lampetra Bonnaterre 1788 |
|  |                          |

|  | Lethenteron Creaser & Hubbs 1922                                                     |
|  |                                                                                      |
|  | \| \| Eudontomyzon Regan 1911 \| \| \| \| \| \| Lampetra Bonnaterre 1788 \| \| \| \| |
|  |                                                                                      |
|  | Eudontomyzon Regan 1911                                                              |
|  |                                                                                      |
|  | Lampetra Bonnaterre 1788                                                             |
|  |                                                                                      |

|  | Eudontomyzon Regan 1911  |
|  |                          |
|  | Lampetra Bonnaterre 1788 |
|  |                          |

|  | Lethenteron Creaser & Hubbs 1922                                                     |
|  |                                                                                      |
|  | \| \| Eudontomyzon Regan 1911 \| \| \| \| \| \| Lampetra Bonnaterre 1788 \| \| \| \| |
|  |                                                                                      |
|  | Eudontomyzon Regan 1911                                                              |
|  |                                                                                      |
|  | Lampetra Bonnaterre 1788                                                             |
|  |                                                                                      |

|  | Eudontomyzon Regan 1911  |
|  |                          |
|  | Lampetra Bonnaterre 1788 |
|  |                          |

|  | Petromyzon Linnaeus 1758 |
|  |                          |
|  | Ichthyomyzon Girard 1858 |
|  |                          |

|  | Lethenteron Creaser & Hubbs 1922                                                     |
|  |                                                                                      |
|  | \| \| Eudontomyzon Regan 1911 \| \| \| \| \| \| Lampetra Bonnaterre 1788 \| \| \| \| |
|  |                                                                                      |
|  | Eudontomyzon Regan 1911                                                              |
|  |                                                                                      |
|  | Lampetra Bonnaterre 1788                                                             |
|  |                                                                                      |

|  | Eudontomyzon Regan 1911  |
|  |                          |
|  | Lampetra Bonnaterre 1788 |
|  |                          |

|  | Lethenteron Creaser & Hubbs 1922                                                     |
|  |                                                                                      |
|  | \| \| Eudontomyzon Regan 1911 \| \| \| \| \| \| Lampetra Bonnaterre 1788 \| \| \| \| |
|  |                                                                                      |
|  | Eudontomyzon Regan 1911                                                              |
|  |                                                                                      |
|  | Lampetra Bonnaterre 1788                                                             |
|  |                                                                                      |

|  | Eudontomyzon Regan 1911  |
|  |                          |
|  | Lampetra Bonnaterre 1788 |
|  |                          |

|  | Lethenteron Creaser & Hubbs 1922                                                     |
|  |                                                                                      |
|  | \| \| Eudontomyzon Regan 1911 \| \| \| \| \| \| Lampetra Bonnaterre 1788 \| \| \| \| |
|  |                                                                                      |
|  | Eudontomyzon Regan 1911                                                              |
|  |                                                                                      |
|  | Lampetra Bonnaterre 1788                                                             |
|  |                                                                                      |

|  | Eudontomyzon Regan 1911  |
|  |                          |
|  | Lampetra Bonnaterre 1788 |
|  |                          |

|  | Lethenteron Creaser & Hubbs 1922                                                     |
|  |                                                                                      |
|  | \| \| Eudontomyzon Regan 1911 \| \| \| \| \| \| Lampetra Bonnaterre 1788 \| \| \| \| |
|  |                                                                                      |
|  | Eudontomyzon Regan 1911                                                              |
|  |                                                                                      |
|  | Lampetra Bonnaterre 1788                                                             |
|  |                                                                                      |

|  | Eudontomyzon Regan 1911  |
|  |                          |
|  | Lampetra Bonnaterre 1788 |
|  |                          |

|  | Lethenteron Creaser & Hubbs 1922                                                     |
|  |                                                                                      |
|  | \| \| Eudontomyzon Regan 1911 \| \| \| \| \| \| Lampetra Bonnaterre 1788 \| \| \| \| |
|  |                                                                                      |
|  | Eudontomyzon Regan 1911                                                              |
|  |                                                                                      |
|  | Lampetra Bonnaterre 1788                                                             |
|  |                                                                                      |

|  | Eudontomyzon Regan 1911  |
|  |                          |
|  | Lampetra Bonnaterre 1788 |
|  |                          |

|  | Lethenteron Creaser & Hubbs 1922                                                     |
|  |                                                                                      |
|  | \| \| Eudontomyzon Regan 1911 \| \| \| \| \| \| Lampetra Bonnaterre 1788 \| \| \| \| |
|  |                                                                                      |
|  | Eudontomyzon Regan 1911                                                              |
|  |                                                                                      |
|  | Lampetra Bonnaterre 1788                                                             |
|  |                                                                                      |

|  | Eudontomyzon Regan 1911  |
|  |                          |
|  | Lampetra Bonnaterre 1788 |
|  |                          |

|  | Lethenteron Creaser & Hubbs 1922                                                     |
|  |                                                                                      |
|  | \| \| Eudontomyzon Regan 1911 \| \| \| \| \| \| Lampetra Bonnaterre 1788 \| \| \| \| |
|  |                                                                                      |
|  | Eudontomyzon Regan 1911                                                              |
|  |                                                                                      |
|  | Lampetra Bonnaterre 1788                                                             |
|  |                                                                                      |

|  | Eudontomyzon Regan 1911  |
|  |                          |
|  | Lampetra Bonnaterre 1788 |
|  |                          |

|  | Lethenteron Creaser & Hubbs 1922                                                     |
|  |                                                                                      |
|  | \| \| Eudontomyzon Regan 1911 \| \| \| \| \| \| Lampetra Bonnaterre 1788 \| \| \| \| |
|  |                                                                                      |
|  | Eudontomyzon Regan 1911                                                              |
|  |                                                                                      |
|  | Lampetra Bonnaterre 1788                                                             |
|  |                                                                                      |

|  | Eudontomyzon Regan 1911  |
|  |                          |
|  | Lampetra Bonnaterre 1788 |
|  |                          |

## Morfologi och fysiologi

Ett havsnejonögas (Petromyzon marinus) mun.

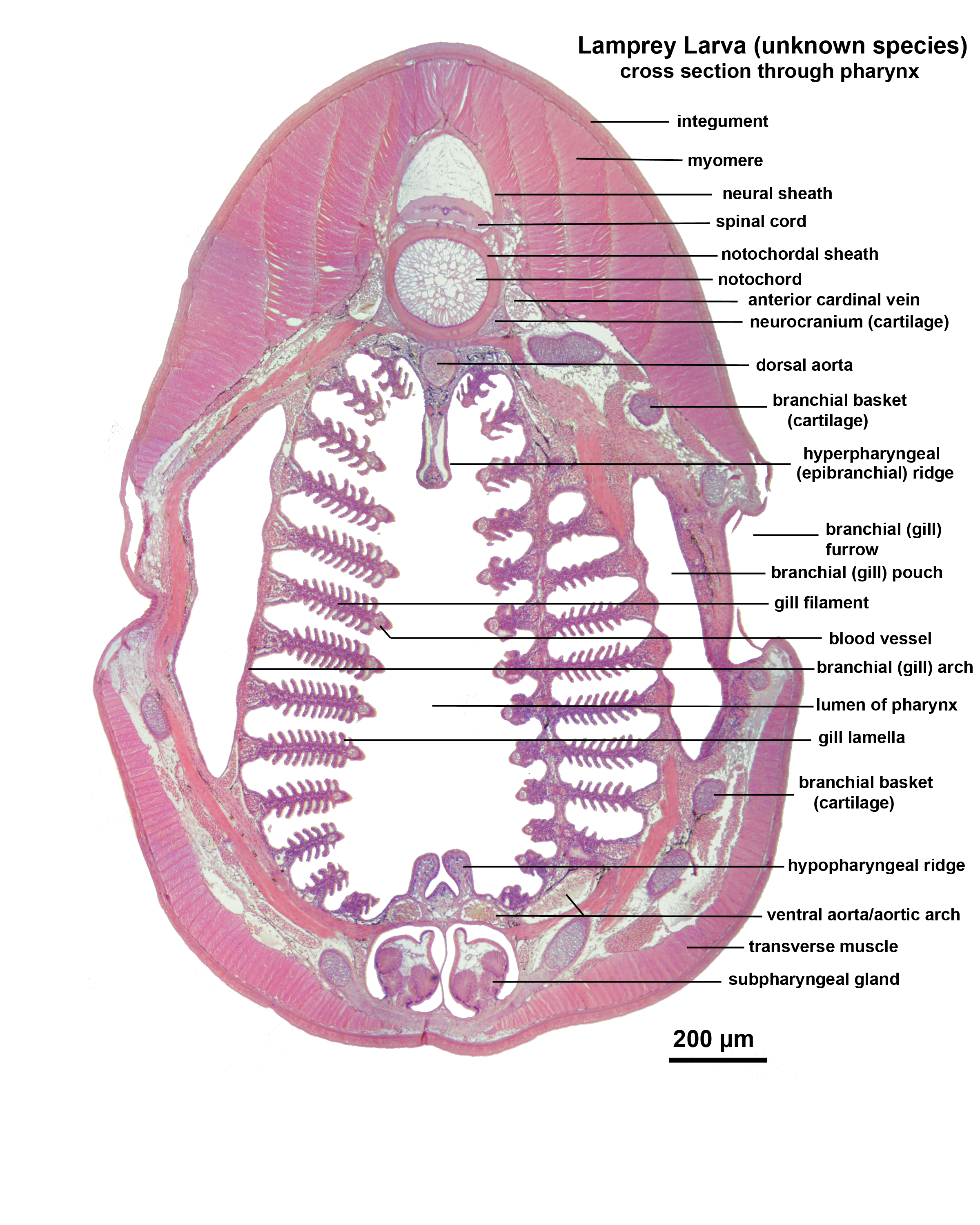
Mikroskoppreparat av ett tvärsnitt av svalget hos en larv av ett obestämt nejonöga.

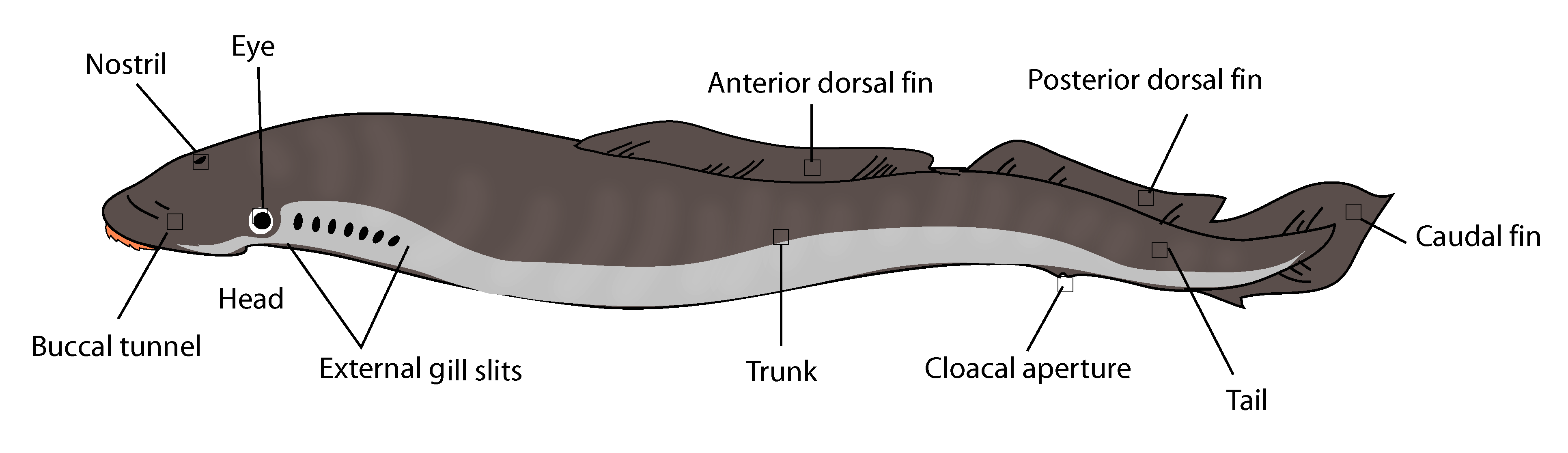
Grunddragen hos ett nejonögas yttre morfologi.

Vuxna (adulta) nejonögon liknar ålar genom att de saknar fjäll. De kan variera i längd från 13 till 100 cm och saknar pariga fenor. Adulta nejonögon har en näsborre mitt uppe på huvudet och därtill ett stort öga och sju gälöppningar på vardera sidan. Nejonögonens unika morfologiska kännetecknen, som skelettet av brosk, antyder att de är ett systertaxon till alla nu levande käkförsedda ryggradsdjur (Gnathostomata) och de betraktas vanligen som den mest basala gruppen inom understammen Vertebrata. I stället för riktiga kotor har de broskstrukturer kallade "arcualier" längs dorsalsidan av ryggsträngen. Ryggsträngen är det viktigaste axialskelettet även hos adulta rundmunnar. Parasitiska nejonögon livnär sig genom att borra sig in i kroppen på andra fiskar med hjälp av de skarpa tänderna tills de når blod och kroppsvätskor, vilka de suger i sig. I sällsynta fall kan, speciellt utsvultna, nejonögon angripa människor. Icke-parasitiska nejonögon, som vanligen lever i sötvatten, äter inte som vuxna utan lever på reserver som de lagrade som filtrerande linålar (ammocoeteslarver).
Svalget är delat. Den ventrala delen bildar ett "andningsrör" som är skilt från munhålan av ett valv kallat "velum" (latin "slöja", "duk"), vilket är en anpassning till det sätt som djuret äter och som både förhindrar att bytets kroppsvätskor försvinner ut genom gälöppningarna som att de stör gälarnas syreupptagning - den senare sker genom att vatten pumpas ut och in genom gälöppningarna i stället för att tas in genom munnen. Nära gälarna sitter ögonen, vilka är dåligt utvecklade och övervuxna med skinn hos larven. Ögonen utvecklas under metamorfosen och täcks hos vuxna endast av ett tunt skinnlager (vilket blir ogenomskinligt hos preaparat).
Nejonögon erbjuder viktig kunskap om det adaptiva immunförsvaret eftersom de har en adaptiv immunitet som utvecklats konvergent med T- och B-cellerna hos högre vertebrater.
Nejonögonfiskarna (Petromyzontidae) har det högsta kromosomtalet (164–174) av alla nu levande ryggradsdjur.
Larverna av Geotria australis har också en mycket hög tolerans för fritt järn i kroppen och har välutvecklade biokemiska system för att detoxifiera stora mängder metalljoner.

## Ekologi
Fastän de är välkända för att borra sig in i köttet hos andra fiskar för att suga blod är det bara knappt hälften av arterna som gör så eftersom bara 18 av arterna är parasitiska.

## Forskning

Stimulering av de perifera sensoriska luktnerverna aktiverar neuroner i luktloben hos ett havsnejonöga.

Nejonögonen har studerats ingående eftersom deras relativt enkla hjärnor på många sätt tros avbilda hjärnans struktur hos de tidiga förfäderna till vertebraterna. Med början på 1970-talet har Sten Grillner och hans kollegor på Karolinska Institutet i Solna använt nejonögon som ett modellsystem för att utarbeta de grundläggande principerna hos den motoriska kontrollen hos vertebrater, med början i ryggmärgen och sedan arbetande sig vidare mot hjärnan. I en serie av studier har de funnit nervbanor i ryggmärgen som kan generera de rytmiska motoriska mönster som kontrollerar simning. Dessa kretsar kontrolleras av speciella lokomotoriska rörelsecentra i hjärnstammen och mitthjärnan och dessa kretsar kontrolleras i sin tur av högre hjärnstrukturer, inklusive de basala ganglierna och fyrhögarna (tectum). I en studie över tectum 2007 upptäckte de att stimulering med elektricitet kunde orsaka ögonrörelser, böjning av kroppen i sidled eller simrörelser och att typen samt dess amplitud och riktning berodde på vilken del av tectum som stimulerades. Dessa upptäckter tolkades som konsistenta med idén att tectum genererar målinriktade rörelser hos nejonögon, likväl som hos andra arter.
Nejonögon används som modellorganism i biomedicinsk forskning, där deras stora retikulospinala axon används för att undersöka synapstransmission. Axonen hos nejonögon är så stora att de tillåter mikroinjicering av substanser.